# نادي زوك

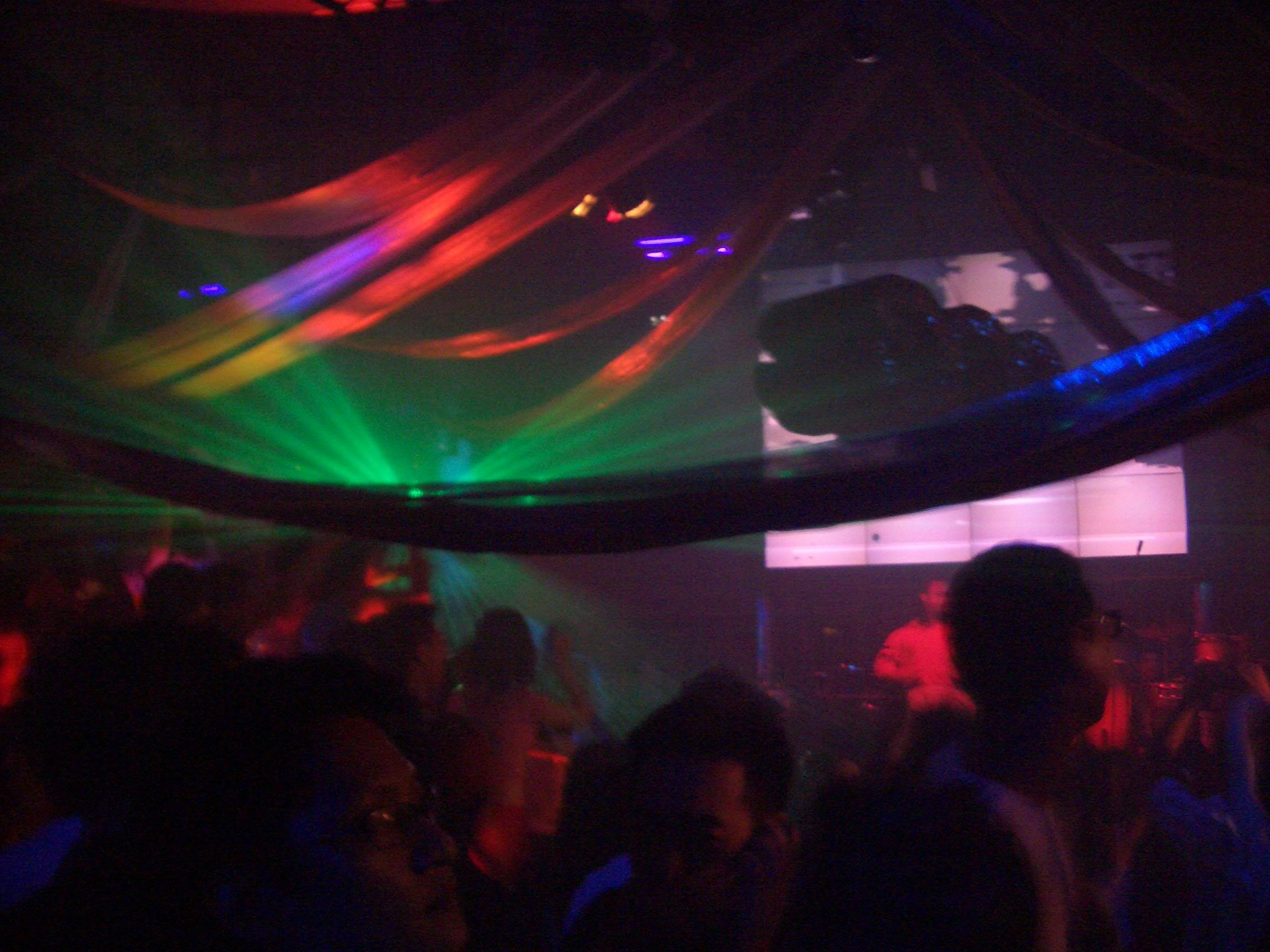
نادي زوك - 2004

زوك نادٍ ليلي يقع في عدة مدن بين جنوب شرق آسيا والولايات المتحدة، حيث تم تسمية النادي وفقا لكلمة الكريول الفرنسية والتي تعني كلمة حفلة، وقد فازت بجائزة مجلس السياحة في سنغافورة كأفضل تجربة ليلية" وللمرة السادسة بين عامي 1996 و2007.  
حيث تم تصنيف زوك في المرتبة العاشرة في قائمة مجلة دي جي لأفضل مئة نادي في العالم في 2006 و 2007 و 2010.وايضا في عام 2017 حصلت زوك سنغافورة على أعلى مرتبة لها حتى الآن في المركز الثالث هي أعلى دخول للأندية في جميع أنحاء آسيا.
في عام 2021  صنفت زوك سنغافورة في المرتبة رقم الحادية عشر في حين صنفت زوك كي إل في المرتبة رقم الثالثة والثلاثين في قائمة دي جي توب 100 للأندية في العالم.
 في سبتمبر 2015  باع أحد مؤسسيها لينكولن تشينغ حقوق علامة زوك التجارية إلى جينتينغ هونغ كونغ وهي شركة تابعة لشركة جينتينغ سنغافورة. حيث بلغت قيمة العلامة التجارية وأعمالها 40 مليون دولار سنغافوري من قبل شركة أرنست آند يونغ لمراجعة الحسابات المالية في عام 2013.
وفي 1 سبتمبر 2020 باعت شركة جينتينغ هونغ كونغ شركة زوك بمبلغ 14 مليون دولار سنغافوري إلى توليبا وهي شركة يملكها ليم كيونغ هوي وهو نائب المدير التنفيذي السابق لشركة جينتينغ هونغ كونغ وابن المدير التنفيذي لشركة جينتينغ هونغ كونغ ورئيس مجموعة جينتينغ ليم كوك ثاي 

## المواقع

### زوك سنغافورة
تم تصميم نادي زوك الفرع الأصلي في شارع جياك كيم  حيث  بُني على أساس رحلات المؤسس لينكولن تشينغ حول إيبيزا وغيرها من بلدان البحر الأبيض المتوسط الساحلية.
حيث  يقع زوك في شارع جياك كيم وعلى مساحة ثلاثة مستودعات تم ترميمها والتي  كانت تحتل الأرض في المقام الأول عندما حصل عليها تشينغ.
وتم بناء المستودعات القديمة الثلاثة التي تشكل نادي زوك الأصلي وذلك  عام 1919 وعلى امتداد نهر سنغافورة على طريق جياك كيم في الوقت الحاضر والتي تضم ثلاثة نوادي مترابطة:
·       ذوق (1991)  بساحة رقص كبيرة وصوت وإضاءة والتي تلبي احتياجات مجموعة متنوعة من الفنانين.
·       فيلفيت أندرغراوند (1994) صالة أكثر هدوءاً وراحة  والتي تلعب دور المنزل والروح.
·       فوتور (1996)  وهي حانة متخصصة في موسيقى البروكين بيت والهيب هوب/آر أند بي.
وفي ديسمبر 2016  انتقلت زوك سنغافورة إلى مقرها الجديد في كلارك كواي حيث مركز الترفيه في سنغافورة. واحتفظت بالمساحة الجديدة والموجودة في المستودع وبمفهومها  المتعدد الغرف مع ثلاثة منافذ للنادي وحانتين:
·       زوك وهو أكبر نادي في المجمع والذي  يتسع لأكثر من  3500 نادي وقاعة رئيسية تستضيف بانتظام الضيوف الدوليين من دي جيس وأيضا العروض الحية وغيرها من المناسبات والتي تزيين النادي مع نظام الصوت التناظرية غاري ستيوارت  أحدث الإضاءة  وقاعة الرقص متعددة المستويات أيضا
·       فوتوري وهو منفذ نادي تحت الأرض للعشاق الهيب هوب وآر أند بي حيث هذا المنفذ عبارة عن تصميم أيرودينامي هوائي   وأيضا أثاث مسلي والقضبان المدعومة بنظام ال أيل يدي وقاعة رقص دائرية والتي تتميز بالجرافيك الجدارية للفنان السنغافوري جاهان لوه
·       كابيتال وهي صالة مزدوجة وأماكن للنادي موجهة للجمهور الأكبر سنا مع ليالي موسيقية مفتوحة التنسيق حيث  تم تزيين النادي بفن ساحر للسقف من تصميم  تيتسويا توشيما  مع قطعة نيون للفنانة السنغافورية داون نغ  و أيضا سقف هندسي متوهج بنظام ايل أيدي على حلبة الرقص من تنفيذ ليدسكونترول 
·       حانة ريد تيل  زوك سنغافورة بري غيم بلاي جروند والذي صيغ كمكان عرض مسبق للمباريات وأيضا مكانا للتجمعات الحيوية ويقدم البار مجموعة من الوجبات الآسيوية المعاصرة والكوكتيلات المصنوعة يدويًا والبيرة والنبيذ وزوك  سيكنيجرز وبما في ذلك بلو سبين وفيلفيت روب وأكثر من ذلك. وتفتخر شركة ريد تيل بار بسطح دي جي خاص بها وأيضا طاولات البيرة  والعديد من ألعاب الشرب في ظل خلفية من الاغاني التي وضعها مسؤولي الدي جيز معا والمقيمين في نادي زوك والتي كلها تهدف إلى توفير بيئة بهيجة لجلسات الهانك أوت بعد العمل وجلسات ما قبل الشرب لبدء ليالي حفلات نهاية الأسبوع.
·       كوينز وهي حانة كوكتيل مستوحاة من مدينة نيويورك الأمريكية 